# Kiwi bru de l'Illa del Sud
El kiwi bru de l'Illa del Sud
o kiwi comú (Apteryx australis) és una espècie d'ocell de la família dels apterígids (Apterygidae) que viu a la zona sud-occidental de l'Illa del Sud i a l'illa Stewart, a Nova Zelanda. Antany considerat coespecífic amb el kiwi bru de l'Illa del Nord i també amb el kiwi bru d'Okarito, de recent descripció.